# Артек (урочище)
Арте́к — назва урочища біля підніжжя південно-західного схилу гори Аю-Даг в Криму.
Точне походження назви невідоме. Існує дві версії. Перша пояснює цей топонім від грецького «ортикос» — перепел (ще й досі під час перельотів тут зупиняються великі зграї цих птахів). За іншою версією назва місцевості походить від тюркського слова «артик», що у залежності від контексту може означати «окремий», «зайвий» та «кращий».
Назва урочища дала назву збудованому тут дитячому табору «Артек».